# کاظم عبود
کاظم عبود (انگلیسی: Kadhim Aboud; ۱ ژوئیهٔ ۱۹۴۸ – ۱۲ ژوئیهٔ ۲۰۱۸) بازیکن فوتبال اهل عراق بود.
وی همچنین در تیم ملی فوتبال عراق بازی کرده‌است.